# César Daneliczen
César Wilians Daneliczen (* 16. August 1962 in Cascavel (Paraná)) ist ein ehemaliger brasilianischer Radrennfahrer.

## Sportliche Laufbahn
Daneliczen war Teilnehmer der Olympischen Sommerspiele 1988 in Seoul. Im olympischen Straßenrennen wurde er beim Sieg von Olaf Ludwig als 20. klassiert. Die brasilianische Mannschaft kam mit Wanderley Magalhães, César Daneliczen, Cássio Freitas und Marcos Mazzaron im Mannschaftszeitfahren auf den 18. Platz.
Er siegte in der Tour de Santa Catarina in Brasilien 1989 und 1990. Daneliczen startete für den Verein Clube Atlético Pirelli.